# Copa de Lituania
La Copa de Lituania (en lituano: Lietuvos taurė) es el torneo de eliminatorias y copa nacional de fútbol de Lituania. Se disputa anualmente desde 1947, cuando fue fundada para que compitiesen los equipos de la Lituania soviética que no formaban parte del sistema de ligas soviético. Desde 1990 lo organiza de forma oficial la Federación Lituana de Fútbol (LFF) tras la independencia del país. 
El equipo campeón accede a la primera ronda de clasificación de la Liga Europea de la UEFA.

## Palmarés

### Época soviética
| Temporada | Campeón                    | Resultado        | Finalista                 | Sede de la final                                        |
| --------- | -------------------------- | ---------------- | ------------------------- | ------------------------------------------------------- |
| 1947      | Lokomotyvas Kaunas         | 3 - 2            | Vėliava Šiauliai          | Estadio Miesto, Vilna                                   |
| 1948      | Inkaras Kaunas             | 4 - 0            | Lokomotyvas Kaunas        | Estadio Valstybinis, Vilna                              |
| 1949      | Inkaras Kaunas             | 1 - 0            | Audiniai Kaunas           | Estadio S. Darius y S. Girėnas, Kaunas                  |
| 1950      | Elnias Šiauliai            | 4 - 0            | Inkaras Kaunas            | Estadio Valstybinis, Vilna                              |
| 1951      | Inkaras Kaunas             | 2 - 0            | Elnias Šiauliai           | Estadio Dinamo, Vilna                                   |
| 1952      | Karininkų Namai Vilna      | 1 - 0            | FK Dinamo Vilna           | Estadio Dinamo, Vilna                                   |
| 1953      | Lima Kaunas                | 4 - 2            | Trinyčiai Klaipėda        | Estadio Valstybinis, Vilna                              |
| 1954      | Inkaras Kaunas             | 4 - 0            | FKP Kaunas                | Estadio S. Darius y S. Girėnas, Kaunas                  |
| 1955      | FKP Kaunas                 | 2 - 0            | Linų Audiniai Plungė      | Estadio Jaunimo, Vilna                                  |
| 1956      | Raudonasis Spalis Kaunas   | 3 - 0            | Raudonoji Žvaigždė Vilna  | Estadio Jaunimo, Vilna                                  |
| 1957      | Elnias Šiauliai            | 2 - 0            | MSK Panevėžys             | Estadio Žalgirio, Šiauliai                              |
| 1958      | FK Spartakas Vilna         | 5 - 3            | Melioratorius Kretinga    | Estadio Miesto, Kretinga                                |
| 1959      | Elnias Šiauliai            | 2 - 0            | FK Atletas Kaunas         | Estadio Žalgirio, Šiauliai                              |
| 1960      | FK Panemunė Kaunas         | 2 - 1            | Inkaras Kaunas            | Estadio S. Darius y S. Girėnas, Kaunas                  |
| 1961      | FK Akmenė                  | 2 - 1            | FK Nevėžis                | Estadio Kėdainiai, Kėdainiai                            |
| 1962      | FK Drobė Kaunas            | 3 - 1            | Šešupė Kapsukas           | Estadio Miesto, Kapsukas                                |
| 1963      | FK Saliutas Vilna          | 1 - 0            | FK Žalgiris Naujoji Vilna | Estadio Žalgiris, Vilna                                 |
| 1964      | FK Minija Kretinga         | 3 - 2            | Baltija Klaipėda          | Estadio Miesto, Kretinga                                |
| 1965      | Inkaras Kaunas             | 4 - 2            | FK Saliutas Vilna         | Estadio Žalgiris, Vilna                                 |
| 1966      | FK Žalgiris Naujoji Vilnia | 0 - 0 / 1 - 0    | FK Saliutas Vilna         | Estadio Jaunimo, Vilna                                  |
| 1967      | FK Nevėžis                 | 2 - 1            | Statyba Panevėžys         | Estadio Central, Panevėžys                              |
| 1968      | FK Nevėžis                 | 6 - 0            | Pažanga Vilna             | Estadio Kėdainiai, Kėdainiai                            |
| 1969      | Inkaras Kaunas             | 2 - 0 / 1 - 1    | Vienybė Ukmergė           | Estadio Miesto, Ukmergė Estadio Inkaro, Kaunas          |
| 1970      | FK Nevėžis                 | 0 - 0 / 3 - 1    | FK Minija Kretinga        | Estadio Miesto, Kretinga Estadio Kėdainiai, Kėdainiai   |
| 1971      | Pažanga Vilna              | 1 - 0 / 3 - 1    | Statyba Panevėžys         | Estadio Žalgiris, Vilna Estadio Central, Panevėžys      |
| 1972      | FK Nevėžis                 | 1 - 1 / 3 - 2    | FK Ekranas                | Estadio Kėdainiai, Kėdainiai Estadio Central, Panevėžys |
| 1973      | FK Nevėžis                 | 1 - 0            | Pažanga Vilna             | Estadio Kėdainiai, Kėdainiai                            |
| 1974      | FK Kareda                  | 2 - 1            | FK Vilija Kaunas          | Estadio Statybininko, Šiauliai                          |
| 1975      | Vienybė Ukmergė            | 3 - 0            | FK Kareda                 | Estadio Žalgiris, Vilna                                 |
| 1976      | Kelininkas Kaunas          | 2 - 1            | Sūduva Kapsukas           | Estadio Žalgiris, Vilna                                 |
| 1977      | Granitas Klaipėda          | 2 - 0            | FK Vilija Kaunas          | Estadio Žalgiris, Vilna                                 |
| 1978      | FK Vilija Kaunas           | 2 - 0            | FK Babrungas Plungė       | Estadio Linų Audinių, Plungė                            |
| 1979      | FK Vilija Kaunas           | 1 - 0            | Atmosfera Mažeikiai       | Estadio S. Darius y S. Girėnas, Kaunas                  |
| 1980      | FK Vilija Kaunas           | 3 - 1            | Banga Kaunas              | Estadio S. Darius y S. Girėnas, Kaunas                  |
| 1981      | Granitas Klaipėda          | 2 - 0            | Banga Kaunas              | Estadio Žalgirio, Klaipėda                              |
| 1982      | Pažanga Vilna              | 2 - 0            | FK Nevėžis                | Estadio Žalgiris, Vilna                                 |
| 1983      | Granitas Klaipėda          | 2 - 1            | SRT Vilna                 | Estadio Žalgiris, Vilna                                 |
| 1984      | SRT Vilna                  | 2 - 2 (3–1 pen.) | Banga Kaunas              | Estadio S. Darius y S. Girėnas, Kaunas                  |
| 1985      | FK Ekranas                 | 0 - 0 (4–3 pen.) | Banga Kaunas              | Estadio S. Darius y S. Girėnas, Kaunas                  |
| 1986      | Granitas Klaipėda          | 3 - 1            | Banga Kaunas              | Estadio Žalgirio, Klaipėda                              |
| 1987      | SRT Vilna                  | 0 - 0 (5–4 pen.) | Inkaras Kaunas            | Pasvalys                                                |
| 1988      | Sirijus Klaipėda           | 3 - 2            | FK Vilija Kaunas          | Estadio Jonava, Jonava                                  |
| 1989      | Banga Kaunas               | 2 - 0            | Tauras Tauragė            | Estadio Miesto, Palanga                                 |

### República independiente
| Temporada | Campeón               | Resultado        | Finalista             | Sede de la final                       |
| --------- | --------------------- | ---------------- | --------------------- | -------------------------------------- |
| 1990      | FK Sirijus Klaipėda   | 0 - 0 (4–3 pen.) | FC Žalgiris Vilna     | Vytauto stadionas, Tauragė             |
| 1991      | FC Žalgiris Vilna     | 1 - 0            | FK Tauras Šiauliai    | Estadio Žalgirio, Kaunas               |
| 1991-92   | Lietuvos Makabi Vilna | 1 - 0            | FC Žalgiris Vilna     | Vingio stadionas, Vilna                |
| 1992-93   | FC Žalgiris Vilna     | 1 - 0            | FK Sirijus Klaipėda   | Estadio Miesto, Palanga                |
| 1993-94   | FC Žalgiris Vilna     | 4 - 2            | FK Ekranas Panevėžys  | Estadio S. Darius y S. Girėnas, Kaunas |
| 1994-95   | Inkaras Kaunas        | 2 - 1            | FC Žalgiris Vilna     | Estadio Žalgirio, Klaipėda             |
| 1995-96   | FK Kareda Šiauliai    | 2 - 0            | Inkaras-Grifas Kaunas | Estadio Žalgiris, Vilna                |
| 1996-97   | FC Žalgiris Vilna     | 1 - 0            | Inkaras-Grifas Kaunas | Estadio Alytus, Alytus                 |
| 1997-98   | FK Ekranas Panevėžys  | 1 - 0            | FBK Kaunas            | Estadio Žalgiris, Vilna                |
| 1998–99   | FK Kareda Šiauliai    | 3 - 0            | FBK Kaunas            | Estadio Aukštaitijos, Panevėžys        |
| 1999-00   | FK Ekranas Panevėžys  | 1 - 0            | FC Žalgiris Vilna     | Estadio Sūduva, Marijampolė            |
| 2000-01   | FK Atlantas Klaipėda  | 1 - 0            | FC Žalgiris Vilna     | Estadio Aukštaitijos, Panevėžys        |
| 2001-02   | FBK Kaunas            | 3 - 1            | FK Sūduva Marijampolė | Estadio Alytus, Alytus                 |
| 2002-03   | FK Atlantas Klaipėda  | 1 - 1 (3–1 pen.) | FK Vėtra              | Telšiai Central Stadium, Telšiai       |
| 2003      | FC Žalgiris Vilna     | 3 - 1            | FK Ekranas Panevėžys  | Estadio d`Utenis, Utena                |
| 2004      | FBK Kaunas            | 0 - 0 (2–1 pen.) | FK Atlantas Klaipėda  | Estadio Savivaldybė, Šiauliai          |
| 2005      | FBK Kaunas            | 2 - 0            | FK Vėtra              | Estadio LFF, Vilna                     |
| 2006      | FK Sūduva Marijampolė | 1 - 0            | FK Ekranas Panevėžys  | Estadio S. Darius y S. Girėnas, Kaunas |
| 2007-08   | FBK Kaunas            | 2 - 1            | FK Vėtra              | Estadio Žalgiris, Vilna                |
| 2008-09   | FK Sūduva Marijampolė | 1 - 0            | FK Tauras Tauragė     | Estadio S. Darius y S. Girėnas, Kaunas |
| 2009-10   | FK Ekranas Panevėžys  | 2 - 1            | FK Vėtra              | Estadio S. Darius y S. Girėnas, Kaunas |
| 2010-11   | FK Ekranas Panevėžys  | 4 - 2            | FK Banga Gargždai     | Estadio Alytus, Alytus                 |
| 2011-12   | FC Žalgiris Vilna     | 0 - 0 (3–1 pen.) | FK Ekranas Panevėžys  | ARVI Football Arena, Marijampolė       |
| 2012-13   | FC Žalgiris Vilna     | 3 - 3 (8–7 pen.) | FK Šiauliai           | Estadio S. Darius y S. Girėnas, Kaunas |
| 2013-14   | FC Žalgiris Vilna     | 2 - 1            | FK Banga Gargždai     | Estadio d`Utenis, Utena                |
| 2014-15   | FC Žalgiris Vilna     | 2 - 0            | FK Atlantas Klaipėda  | Estadio Savivaldybė, Šiauliai          |
| 2015-16   | FC Žalgiris Vilna     | 1 - 0            | FK Trakai             | Telšiai Central Stadium, Telšiai       |
| 2016      | FC Žalgiris Vilna     | 2 - 0            | FK Sūduva Marijampolė | Estadio Central de Klaipėda, Klaipėda  |
| 2017      | FC Stumbras           | 1 - 0            | FC Žalgiris Vilna     | Estadio Aukštaitija, Panevėžys         |
| 2018      | FC Žalgiris Vilna     | 3 - 0            | FC Stumbras           | Estadio Alytus, Alytus                 |
| 2019      | FK Sūduva Marijampolė | 4 - 0            | FK Banga Gargždai     | Estadio d`Utenis, Utena                |
| 2020      | FK Panevėžys          | 2 - 1 (t. s.)    | FK Sūduva Marijampolė | Estadio Aukštaitija, Panevėžys         |
| 2021      | FC Žalgiris Vilna     | 5 - 1            | FK Panevėžys          | Estadio Savivaldybė, Šiauliai          |
| 2022      | FC Žalgiris Vilna     | 2 - 1            | FC Hegelmann          | Estadio S. Darius y S. Girėnas, Kaunas |
| 2023      | FK Transinvest        | 2 - 1            | FA Šiauliai           | Estadio S. Darius y S. Girėnas, Kaunas |
| 2024      | FK Banga Gargždai     | 0 - 0 (4–1 pen.) | FC Hegelmann          | Estadio S. Darius y S. Girėnas, Kaunas |

## Títulos por club (desde 1990)
| Club                        | Campeón | 2° | Años Campeón                                                                            |
| --------------------------- | ------- | -- | --------------------------------------------------------------------------------------- |
| FC Žalgiris Vilna           | 14      | 6  | 1991, 1993, 1994, 1997, 2003, 2012, 2013, 2014, 2015, 2016-l, 2016-ll, 2018, 2021, 2022 |
| FK Ekranas Panevėžys †      | 4       | 4  | 1998, 2000, 2010, 2011                                                                  |
| FBK Kaunas †                | 4       | 2  | 2002, 2004, 2005, 2008                                                                  |
| FK Sūduva Marijampolė       | 3       | 3  | 2006, 2009, 2019                                                                        |
| FK Atlantas Klaipėda        | 2       | 2  | 2001, 2003                                                                              |
| FK Kareda Šiauliai †        | 2       | -  | 1996, 1999                                                                              |
| FK Banga Gargždai           | 1       | 3  | 2024                                                                                    |
| FK Inkaras Kaunas †         | 1       | 2  | 1995                                                                                    |
| FK Sirijus Klaipėda †       | 1       | 1  | 1990                                                                                    |
| FC Stumbras                 | 1       | 1  | 2017                                                                                    |
| FK Panevėžys                | 1       | 1  | 2020                                                                                    |
| Lietuvos Makabi Vilna †     | 1       | -  | 1992                                                                                    |
| FK Transinvest              | 1       | -  | 2023                                                                                    |
| FK Vėtra (Vėtra Rūdiškės) † | -       | 4  | -----                                                                                   |
| FK Šiauliai †               | -       | 2  | -----                                                                                   |
| FC Hegelmann                | -       | 2  | -----                                                                                   |
| FK Tauras Tauragė †         | -       | 1  | -----                                                                                   |
| FK Trakai                   | -       | 1  | -----                                                                                   |
| FA Šiauliai                 | -       | 1  | -----                                                                                   |

- † Equipo desaparecido.